# Test au dibrome
Le test au dibrome est un test chimique permettant de caractériser les composés organiques insaturés, appelés alcènes, à l'aide d'eau de dibrome.
On procède en mélangeant la substance à tester avec de l'eau de dibrome. Si cette dernière garde sa coloration rouge-orangé, le test est négatif et le composé organique est saturé. Si elle se décolore, le test est positif et le composé organique est insaturé.
Le test fonctionne du fait de la capacité qu'a le dibrome de se lier aux composés organiques insaturés au niveau de leurs liaisons doubles pour former un composé halogéné.